# Sicya dognini
Sicya dognini är en fjärilsart som beskrevs av Thierry-mieg 1895. Sicya dognini ingår i släktet Sicya och familjen mätare. Inga underarter finns listade i Catalogue of Life.